# Татаурово
Татау́рово (рос. Татаурово) — село у складі Ульотівського району Забайкальського краю, Росія. Входить до складу Дров'янинського міського поселення.

## Населення
Населення — 662 особи (2010; 767 у 2002).
Національний склад (станом на 2002 рік):
- росіяни — 99 %